# 山下百合恵
山下 百合恵（やました ゆりえ、1989年2月21日 - ）は、日本の女性声優。大沢事務所所属。神奈川県出身。

## 経歴
平成17年度第52回及び平成18年度第53回NHK杯全国高校放送コンテスト朗読部門入選。

## 出演
太字はメインキャラクター。

### テレビアニメ
2008年
- 乃木坂春香の秘密（女子B）
- ブラスレイター（オペレータ2）

2009年
- クイーンズブレイド 流浪の戦士（兵1）
- シャングリ・ラ（山崎友香）

2010年
- 俺の妹がこんなに可愛いわけがない（メイド）
- れでぃ×ばと!（女生徒）

2012年
- 灼眼のシャナIII-FINAL-（“清漂の鈴”チャルチウィトリクエ）

2013年
- 銀河機攻隊 マジェスティックプリンス（マリー、キャスター、TV音声、アナウンサー、女B）
- たまこまーけっと（朝霧史織）
- 東京レイヴンズ（女生徒、女子C）
- ドラえもん（テレビ朝日版第2期）（アナウンサー）
- Free!（小学校の先生）

### 劇場アニメ
- たまこラブストーリー（2014年、朝霧史織[6]）
- 劇場版マジェスティックプリンス 覚醒の遺伝子（2016年、ナビゲート音声）

### OVA
- クイーンズブレイド 美しき闘士たち（踊り子C）
- 灼眼のシャナS（レポーター）

### ゲーム
- HOSPITAL. 6人の医師（2010年、RONI_System）
- ロウきゅーぶ!（2011年）

### CM
- NTTドコモ ラジオCM ドコモスタイルシリーズ「夏の妄想」篇、「人それぞれ」篇 ほか

### その他コンテンツ
- JAXAスペースナビきぼう ウイークリーニュース - YouTubeの「JAXA Channel」にて、SPACE@NAVI-Kibo WEEKLY NEWS として公開している

## ディスコグラフィ

### キャラクターソング
| 発売日  | 商品名                                                      | 歌 | 楽曲                                 | 備考                                               |
| 2013年  | 2013年                                                      | 2013年 | 2013年                               | 2013年                                             |
| ------- | ----------------------------------------------------------- | --- | ------------------------------------ | -------------------------------------------------- |
| 2月20日 | たまこまーけっと キャラクターソングアルバム twinkle ride CD | 朝霧史織（山下百合恵） | 「今日も言えない」                   | テレビアニメ『たまこまーけっと』キャラクターソング |
| 2月20日 | たまこまーけっと キャラクターソングアルバム twinkle ride CD | 北白川たまこ（洲崎綾）、常盤みどり（金子有希）、牧野かんな（長妻樹里）、北白川あんこ（日高里菜）、朝霧史織（山下百合恵）、お付き（山岡ゆり） | 「きっとね、ずっとね、よろしくね。」 | テレビアニメ『たまこまーけっと』キャラクターソング |